# Bolintin-Vale
Bolintin-Vale é uma cidade da Romênia com 11.464 habitantes, localizada no judeţ (distrito) de Giurgiu.
Presidente da Câmara Bolintin-Vale é Nicolae Sugurel.